# Мексимьё (кантон)
Мексимьё (фр. Meximieux) — кантон во Франции, находится в регионе Рона — Альпы, департамент Эн. Входит в состав округа Бурк-ан-Брес.
Код INSEE кантона — 0119. Всего в кантон Мексимьё входят 12 коммун, из них главной коммуной является Мексимьё.

## Коммуны кантона
| Коммуна             | Население, чел | Почтовый индекс | Код INSEE |
| ------------------- | -------------- | --------------- | --------- |
| Бур-Сен-Кристоф     | 824            | 01800           | 01054     |
| Вильё-Луа-Моллон    | 2 407          | 01800           | 01450     |
| Жуайё               | 206            | 01800           | 01198     |
| Ле-Монтелье         | 221            | 01800           | 01260     |
| Мексимьё            | 6 840          | 01800           | 01244     |
| Перуж               | 1 103          | 01800           | 01290     |
| Риньё-ле-Фран       | 839            | 01800           | 01325     |
| Сен-Жан-де-Ньо      | 1 082          | 01800           | 01361     |
| Сен-Морис-де-Гурдан | 1 949          | 01800           | 01378     |
| Сент-Элуа           | 402            | 01800           | 01349     |
| Фараман             | 592            | 01800           | 01156     |
| Шарно-сюр-Эн        | 810            | 01800           | 01088     |

## Население
Население кантона на 1999 год составляло 17 275 человек.
| 1962  | 1968  | 1975  | 1982   | 1990   | 1999   | 2006 | 2007 |
| ----- | ----- | ----- | ------ | ------ | ------ | ---- | ---- |
| 6 289 | 6 888 | 8 572 | 10 781 | 14 704 | 17 275 | -    | -    |